# Box 314 - La rapina di Valencia
Box 314 - La rapina di Valencia (Cien años de perdón) è un film del 2016 diretto da Daniel Calparsoro.
Il film narra lo svolgimento di una rapina, complicata dal maltempo e da implicazioni politiche legate allo scottante contenuto di una cassetta di sicurezza.

## Trama
A Valencia, mentre è in corso un'eccezionale ondata di maltempo, una grande banca del centro viene assaltata da un manipolo di uomini armati fino al collo.
Il piano prevederebbe la fuga attraverso un tunnel sotterraneo che collega ad un ramo morto della metropolitana. Le piogge eccezionali impediscono però la via di fuga prescelta e dunque i rapinatori sono costretti a trattare con la polizia.
Intanto la rapina non è passata inosservata ai vertici governativi dove è stato dato subito ordine di fare immediatamente irruzione. Si vuole impedire che i delinquenti mettano le mani sulla cassetta n. 314, contenente un hard-disk con informazioni segrete appartenente all'influente politico Soriano, ora in coma dopo un incidente. Si scopre poi che il vero scopo della rapina era proprio il contenuto di quella cassetta, commissionato dalla parte politica avversa. Nella banda solo il capo, detto l'"Uruguagio", sapeva il vero scopo del colpo, ma durante la rapina il "Gallego", su soffiata della direttrice opportunamente corrotta, viene a sapere qual è la cassetta più preziosa del caveau. Sale così la tensione tra gli stessi rapinatori che però poi si ricompattano, anche quando il "Matto" volendo scoprire il contenuto dell'hard-disk della cassetta 314, ne cancella tutto il contenuto.
A questo punto la trattativa con la polizia, preoccupata per la possibile fuga di informazioni, si basa essenzialmente su un bluff che, scoperto con ritardo, consente comunque ai rapinatori di riprendere il tunnel del piano originario, essendo diminuito il livello dell'acqua.
Il colpo riesce e inoltre, per una questione più che altro di rivalità all'interno della polizia, un ispettore informa i media che diffondono la notizia del furto dei documenti riservati di Soriano con implicazioni governative, vanificando l'enorme sforzo fatto per nascondere la vicenda.

## Distribuzione
Il film è stato distribuito in Argentina dal 3 marzo 2016 e dal giorno seguente in Spagna.
In Italia, il film è uscito direttamente in home video il 5 luglio 2017.

## Riconoscimenti
- 2017 - Premio Goya
  - Candidatura per il miglior attore rivelazione a Rodrigo de la Serna
  - Candidatura per la sceneggiatura originale a Jorge Guerricaechevarría